# 扁平美女蛤
扁平美女蛤（学名：Circe hongkongensis），是帘蛤目帘蛤科美女蛤属的一种。主要分布于中国大陆，常栖息在潮下带。